# Arnold Chencinski
Cencinski Arnold Borgo Prund (n. 16 martie 1900, Prundu Bârgăului, Bistrița-Năsăud, România) a fost un sculptor, publicist și critic de artă român de origine etnică germană.
A absolvit în 1918 Școala Normală de învățători din Bistrița, cu predare în limba germană. În 1923 s-a înscris la Academia de Arte Frumoase din București unde l-a avut ca profesor pe sculptorul Dimitrie Paciurea.
În 1928, după absolvirea Academiei, a participat la concursul organizat de Nicolae Iorga, pentru burse la școala românească de la Fontenay-aux-Roses din Franța. Colaborează și cu alți artiști ardeleni aflați în capitala României, care i-au fost și colegi la școala de artă. Îi amintim aici pe Iosif Fekete (Negrulea), Iosif Bene și Alexandru Ciucurencu.
În anul 1933 Arnold Chencinski a decis să editeze revista „Arta și Omul”, al cărei singur redactor era, ocazie cu care a adoptat pseudonimul artistic Borgo Prund, în fapt numele vechi al satului său natal. Pe frontispiciul primului număr din 1933 scria: Arta și Omul: Revistă lunară pentru răspândirea frumosului / Director: Augustin Clonda, iar ca subtitlu: Apare la 1 ale fiecărei luni sub îngrijirea lui Aug. Clonda și redactarea lui Borgo Prund Chencinski.
Corneliu Medrea l-a cooptat în echipa care decora Pavilionul României din cadrul Expoziției Internaționale de la Paris (1937) și New York (1939/1940).
Odată cu încheierea celui de-al Doilea Război Mondial Arnold Chencinski / Borgo Prund a emigrat în vest odată cu trupele germane care se retrăgeau din România. Inițial a ajuns la Gols, în Austria, de unde a plecat în America, pentru a ajunge în cele din urmă în Argentina.

## Opera
Cinci lucrări cioplite în marmură au fost donate în anul 1953 de sora artistului, Emma Alster, muzeului de la Bistrița, atunci nou înființat.
Alte lucrări ale sale se găsesc în Muzeul Național de Artă al României, Muzeul de Artă din Drobeta-Turnu Severin,